# Uddevalla centralstation
Uddevalla centralstation – stacja kolejowa w Uddevalla, w regionie Västra Götaland, w Szwecji. Obsługuje pociągi do Sztokholmu, Strömstad (obecnie Skee), Göteborga, Borås i Varberg. Pociągi do Sztokholmu obsługiwane są przez SJ3000 i jest prowadzony przez SJ. Inne pociągi należą do marki Västtågen i taryfy biletowej Västtrafik. 
Stacja znajduje się 800 metrów od dworca autobusowego, centrum regionalnego Kampenhof i 1 km od centrum miasta. Siedem miejskich linii autobusowych obsługuje stację oraz niektóre linie podmiejskie. 
Istnieje jeszcze inna stacja kolejowa w Uddevalla, Uddevalla östra, znajdująca się na Bohusbanan.

## Historia
Pierwszą linią kolejową w Uddevalla była Älvsborgsbanan (wtedy Herrljungabanan) z Herrljunga/Borås. Została oddana do użytku w 1867 roku. Dworzec w Uddevalla położony był wówczas centralnie w Kampenhof. W 1895 roku otwarto wąskotorową Lelångenbanan. W 1903 roku otwarto dla ruchu Bohusbanan z Strömstad do Uddevalla, która miała nowy dworzec położony dalej na północ. W 1905 otwarto linię z Göteborga. 
W 1956 powstała nowa stacja w obecnym miejscu, a 1990 stacja Uddevalla östra.

## Linie kolejowe
- Älvsborgsbanan
- Bohusbanan